# Ternana Calcio
Ternana Calcio, zkráceně jen Ternana je italský fotbalový klub hrající v sezóně 2024/25 ve 2. italské fotbalové lize sídlící ve městě Terni z regionu Umbrie. 
Klub byl založen v roce 1925. Byl první klub z regionu Umbrie, který postoupil do Serie A (1972/73). V sezoně 1971/72 získal prvenství ve druhé lize a zahrál si jednou semifinále v italském poháru (1979/80).
Tým a jeho hráči jsou známí pod přezdívkou Fere (v městském dialektu zvířata). Je to mytologická postava Viverna jako Dragon Thyrus. Také je klub je známý tím, že má klubové barvy červenou a zelenou, což je v mezinárodním fotbale velmi vzácná barevná kombinace a jedinečná na italské profesionální úrovni.

## Změny názvu klubu
- 1925/26 – US Terni (Unione Sportiva Terni)
- 1926/27 – 1927/28 – US della Società Terni (Unione Sportiva della Società Terni)
- 1928/29 – PF Ternana (Polisportiva Fascista Ternana)
- 1929/30 – 1933/34 – Terni FC (Terni Football Club)
- 1934/35 – 1944/45 – PF Mario Umberto Borzacchini (Polisportiva Fascista Mario Umberto Borzacchini)
- 1945/46 – 1969/70 – SS Ternana (Società Sportiva Ternana)
- 1970/71 – 1972/73 – AC Ternana (Associazione Calcio Ternana)
- 1973/74 – 1987/88 – Ternana Calcio (Ternana Calcio)
- 1988/89 – 1992/93 – PC Ternana (Polisportiva Calcio Ternana)
- 1993/94 – AS Ternana Calcio (Associazione Sportiva Ternana Calcio)
- 1994/95 – 2016/17 – Ternana Calcio (Ternana Calcio)
- 2017/18 – Ternana Unicusano Calcio (Ternana Unicusano Calcio)
- 2018/19 – Ternana Calcio (Ternana Calcio)

## Získané trofeje

### Vyhrané domácí soutěže
- 2. italská liga (1×)

1971/72
- 3. italská liga (6×)

1940/41, 1942/43, 1967/68, 1991/92, 2011/12, 2020/21
- 4. italská liga (2×)

1963/64, 1996/97

## Historie
Fotbal ve městě Terni se začal hrát začátkem dvacátého století, kdy se skupina mladých studentů každý týden sešla, aby vyzvala některé týmy z regionu Umbrie. Dva kluby vzniknou až v roce 1918 jako Unione Calcistica Ternana a v roce 1920 Terni Football Club, které se 2. října 1925 spojily a vznikl klub Unione Sportiva Terni.
Sezonu 1927/28 hrál již ve druhé lize. Jedenáct sezon měl klub název PF Mario Umberto Borzacchini. To bylo pojmenováno po automobilovém jezdci Borzacchinim který zahynul v roce 1933. Pak byl kvůli reorganizaci lig poslán o třídu níže. Do konce 2. světové války se zúčastnil většinou ve třetí lize. Sezonu 1946/47 už hrály druhou ligu a obsadil 2. místo. Jenže v příští sezoně sestoupil opět kvůli reorganizaci lig. Do třetí ligy se vrátil v sezoně 1964/65. Sezonu 1967/68 ji vyhrál a postoupil do druhé ligy. Druhou ligu hrál čtyři sezony po sobě a sezonu 1971/72 ji vyhrál a tak si poprvé zahrál v nejvyšší lize. Jenže sezona se kvůli poslednímu místu nevyšla a sestoupil. Za rok opět postoupil, jenže opět po roce sestoupil.
Poté klub hrál pět sezon ve druhé lize a při sestupové sezoně 1979/80 dosáhl největšího úspěchu klubu. Klub postoupil do semifinále italského poháru když prohrál nad Římem celkem 1:3. Pak hrál ve třetí lize a od sezony 1986/87 do 1988/89 hrál čtvrtou ligu. V roce 1988 klub koupil Ernesto Bronzetti a díky jeho penězům se klub šplhal výš. Postoupil nejprve do třetí ligy a sezonu 1992/93 už hrál ve druhé lize. Již na začátku sezony si klub koupil dva hráče z nejvyšší ligy, ale nikdy za ně nezaplatil a vznikl dluh 100 milionů lir. Soutěž začala, ale tým byl od začátku odsouzen k sestupu do třetí ligy. Po sezoně ohlásil bankrot a díky skupině domácích podnikatelů zachránily sportovní tradici a zaregistrovaly do Serie D pod názvem AS Ternana Calcio. Zpět v druhé lize byl v sezoně 1998/99 a hrál ji do sezony 2005/06. Opět druhou ligu hrál od sezony 2012/13 až do 2017/18 a od 2021/22 ji hraje dvě sezony po sobě.

## Účast v ligách
| Úroveň soutěže | Název soutěže (nynější název) | První hraná sezona | Poslední hraná sezona | celkem odehraných sezon |
| -------------- | ----------------------------- | ------------------ | --------------------- | ----------------------- |
| 1              | Serie A                       | 1972/73            | 1974/75               | 2                       |
| 2              | Serie B                       | 1927/28            | 2023/24               | 31                      |
| 3              | Serie C                       | 1926/27            | 2024/25               | 39                      |
| 4              | Serie D                       | 1950/51            | 1996/97               | 17                      |
| 5              | Eccellenza                    | 1993/94            | 1994/95               | 2                       |

Historická tabulka Serie A od sezony 1929/30 do 2023/24.
| Celkové místo | Odehraných sezon | Celkem bodů | Celkem zápasů | Celkem výher | Celkem remíz | Celkem proher | Celkové skore |
| ------------- | ---------------- | ----------- | ------------- | ------------ | ------------ | ------------- | ------------- |
| 65            | 2                | 35          | 60            | 7            | 21           | 32            | 33:79         |

## Fotbalisté

### Historické statistiky
| Počet utkání | Počet utkání     | Počet utkání |  | Počet branek | Počet branek       | Počet branek |
| Pořadí       | Jméno            | Počet        |  | Pořadí       | Jméno              | Počet        |
| 1.           | Gabriele Ratti   | 312          |  | 1.           | Giuseppe Ostromann | 125          |
| 2.           | Romano Marinai   | 270          |  | 2.           | Massimo Borgobello | 79           |
| 3.           | Sergio Bonassin  | 249          |  | 3.           | César Falletti     | 49           |
| 4.           | Orlando Strinati | 247          |  | 4.           | Antonio Cardillo   | 48           |
| 5.           | César Falletti   | 237          |  | 5.           | Mario Frick        | 47           |

### Rekordní přestupy
| Nákup  | Nákup           | Nákup     | Nákup       | Nákup          |  | Prodej | Prodej           | Prodej    | Prodej     | Prodej          |
| Pořadí | Jméno           | sezona    | klub        | částka         |  | Pořadí | Jméno            | sezona    | klub       | částka          |
| 1.     | Alberto Masi    | 2013/2014 | Juventus    | 3,5 mil. Euro  |  | 1.     | Corrado Grabbi   | 2001/2002 | Blackburn  | 11,36 mil. Euro |
| 2.     | Luis Jiménez    | 2010/2011 | Inter       | 3,18 mil. Euro |  | 2.     | Luis Jiménez     | 2008/2009 | Inter      | 11 mil. Euro    |
| 3.     | Felipe Avenatti | 2013/2014 | River Plate | 2,5 mil. Euro  |  | 3.     | Fabrizio Miccoli | 2002/2003 | Juventus   | 7,5 mil. Euro   |
| 4.     | Mario Frick     | 2003/2004 | Verona      | 2,5 mil. Euro  |  | 4.     | Luis Jiménez     | 2005/2006 | Fiorentina | 2,5 mil. Euro   |
| 5.     | Cristian Bucchi | 2001/2002 | Perugia     | 2,5 mil. Euro  |  | 5.     | Alberto Brignoli | 2015/2016 | Juventus   | 2,35 mil. Euro  |

### Na velkých turnajích

#### Účastník Copa América
- Luis Jiménez (CA 2004)

#### Účastník Afrického poháru národů
- Houssine Kharja (APN 2004)

#### Účastníci Olympijských her
- Nick Rizzo (OH 2000)
- Vincenzo Grella (OH 2000)